# Grano rosso sangue
Grano rosso sangue (Stephen King's Children of the Corn) è un film del 1984 diretto da Fritz Kiersch, tratto dal racconto I figli del grano contenuto nella raccolta A volte ritornano di Stephen King. Nel 2009 è stato realizzato un film remake televisivo dal titolo Campi insanguinati.
L'edizione home video è stata anche distribuita con il titolo Grano rosso sangue - Children of the Corn.

## Trama
Una giovane coppia di ragazzi viaggia per le strade del Nebraska ed investe un ragazzo, che si rivelerà poi essere già morto prima dell'impatto con l'auto. Con lo scopo di informare le autorità dell'accaduto, i due giungono nella piccola cittadina di Gatlin. Non trovando anima viva vanno alla ricerca di un telefono, ma non riescono a trovarne uno funzionante. In seguito si scoprirà che tutti gli adulti della cittadina sono stati uccisi, dagli stessi ragazzi del luogo, nel nome di una misteriosa divinità demoniaca conosciuta come "Colui che cammina dietro i filari" e l'obiettivo di questa "setta" infernale, nota come i Figli del Grano, guidata dallo scaltro e fanatico sacerdote Isaac Chroner, sarà quello di sacrificare la coppia al loro oscuro e crudele dio...

## Distribuzione
Il film è uscito nelle sale cinematografiche statunitensi il 9 marzo 1984.

## Accoglienza
Costato 800.000 dollari il film si è rivelato un ottimo successo al botteghino incassando 15 milioni di dollari solo negli Stati Uniti. Sebbene la critica e lo stesso Stephen King abbiano aspramente criticato il film, nel corso degli anni si è creata una folta schiera di appassionati della saga.

## Sequel
Il film ha generato una serie di otto sequel per la saga originale, un remake televisivo del 2009 e un reboot del 2020, il primo dei quali Grano rosso sangue 2 - Sacrificio finale (1993).